# Caccia-Ghjunsani
Pour les articles homonymes, voir Caccia.
Caccia-Ghjunsani est l'un des onze secteurs opérationnels du parc naturel régional de Corse (Parcu di Corsica). Ce secteur est composé de la Caccia, du Giussani et une partie de la Giovellina, trois pievi du « Deçà des Monts », un territoire équivalant au département de la Haute-Corse d'aujourd'hui.

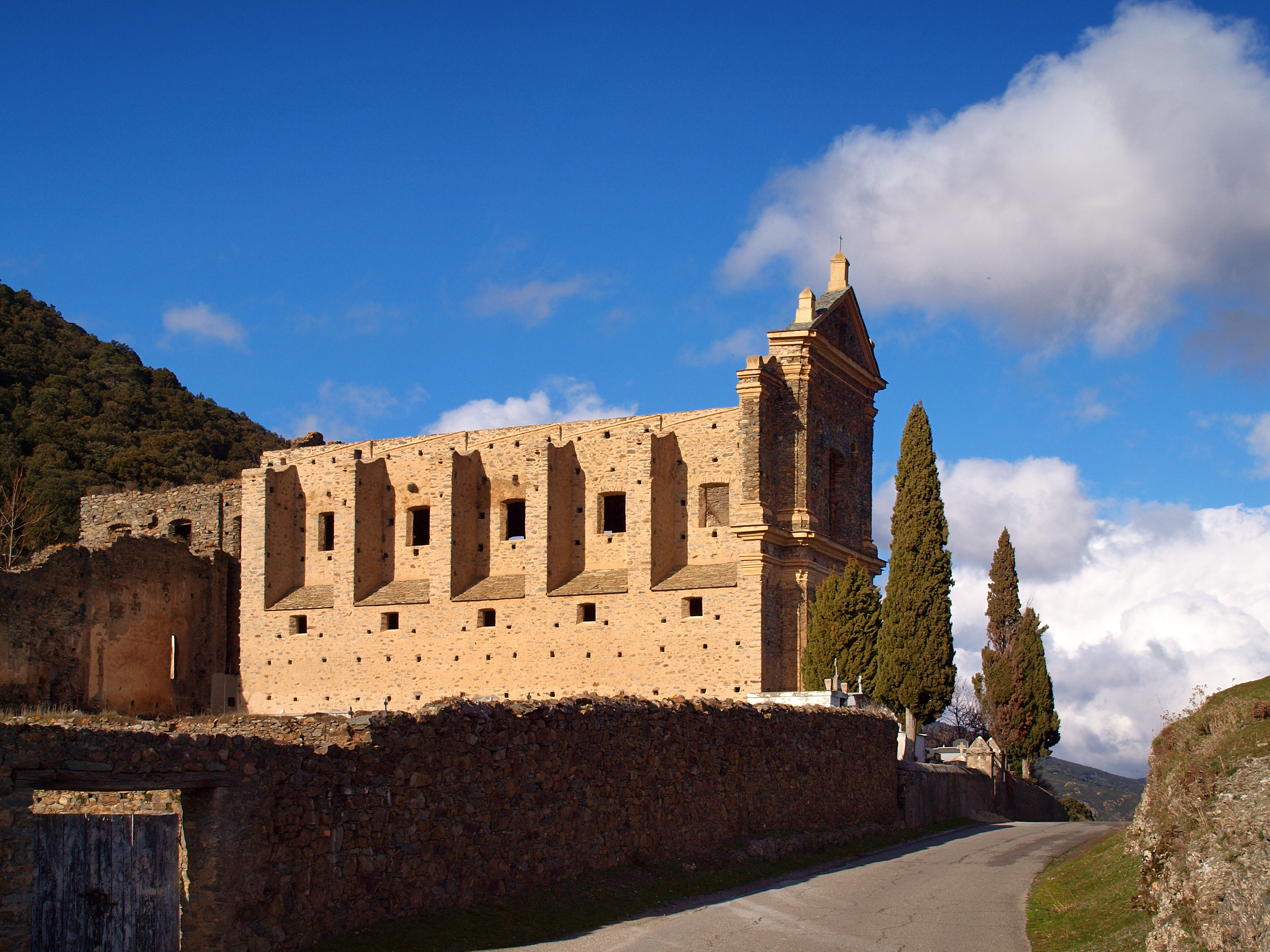
Couvent Saint-François de Caccia.

## Géographie
Caccia-Ghjunsani est le « territoire de vie » septentrional du parc naturel régional de Corse (PNRC).

### Relief

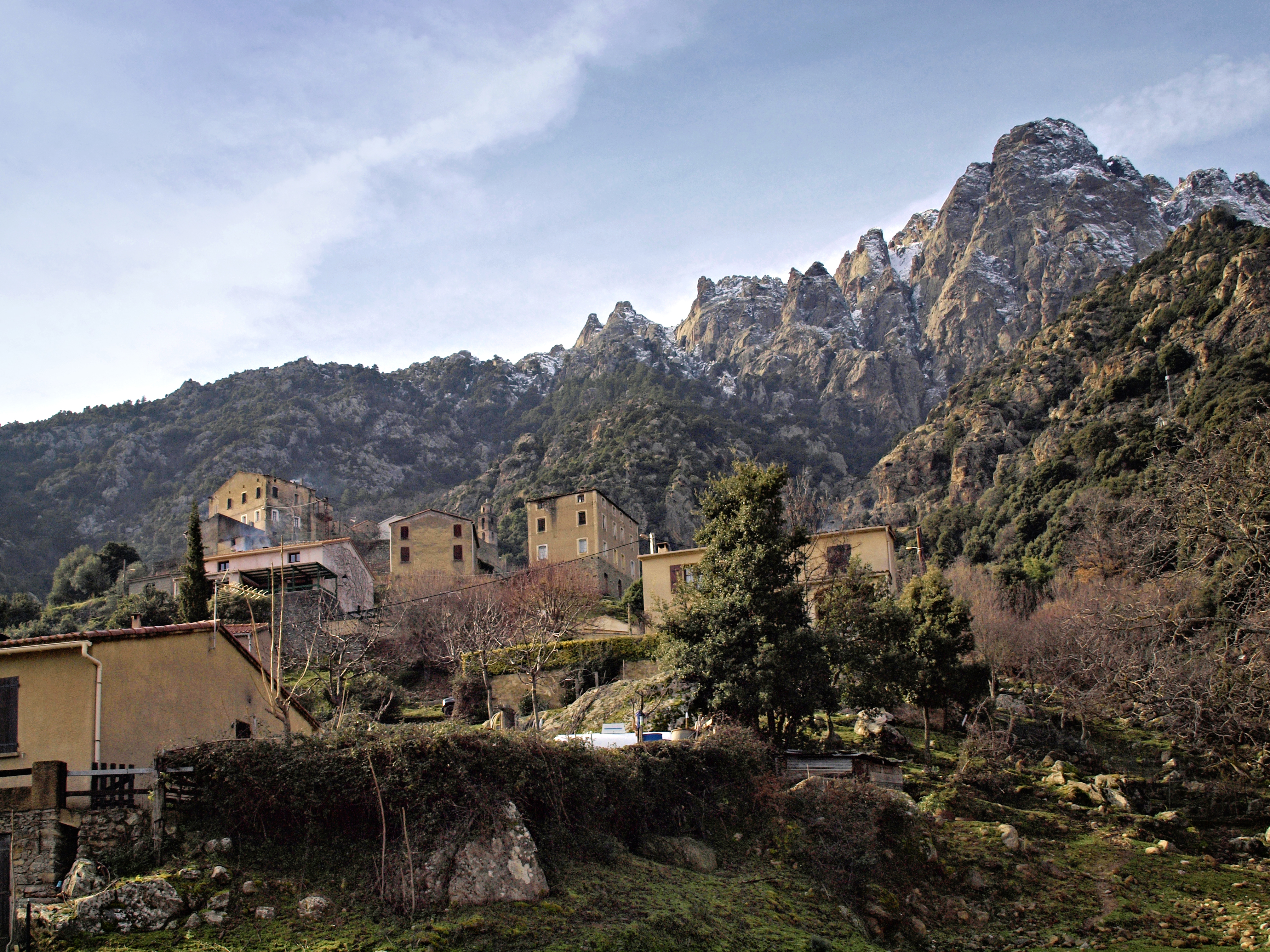
Aiguilles de Popolasca

Caccia-Ghjunsani est fait avec les vallées parallèles de l'Asco et de son affluent la Tartagine, séparées par le chaînon montagneux du Monte Padro. Il intègre les Aiguilles de Popolasca.

### Caccia

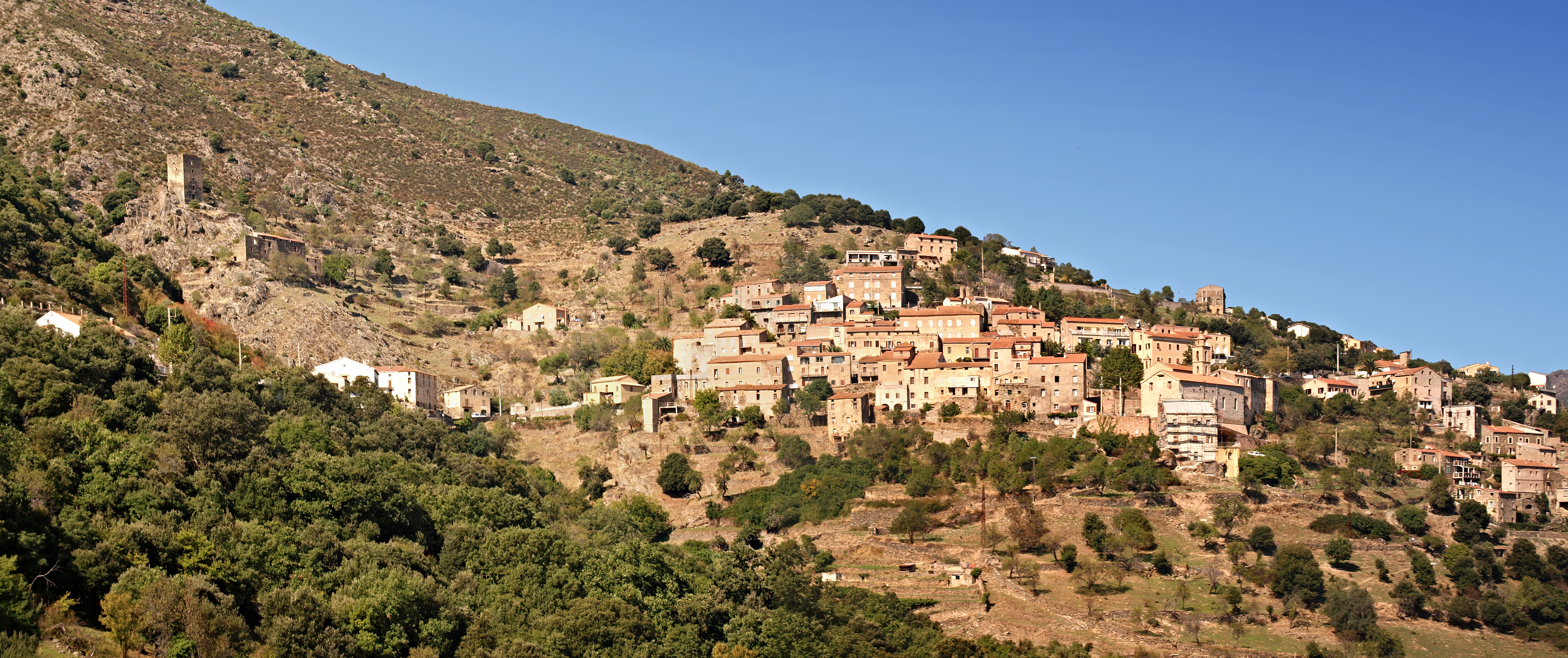
Castiafao, centre de la pieve de Caccia.

Le territoire de Caccia du PNRC qui exclut Canavaggia, commune non adhérente mais située dans la piève, est composé d'Asco, de Castifao et de Moltifao, soit les trois communes de la microrégion nommée Vallée d'Asco, auxquelles a été ajoutée Popolasca. L'habitat y est représenté par autant de villages « en amphithéâtre ».
L'Asco a creusé des gorges profondes, créant un site remarquable. Si le bas de la vallée est aride et sec, le centre est boisé de chênes verts puis plus haut, de genévriers cade, et le haut de la vallée est recouvert de pins laricio.
Au sud-est, se situe Popolasca dont le village est dominé par les remarquables aiguilles éponymes.

### Giussani

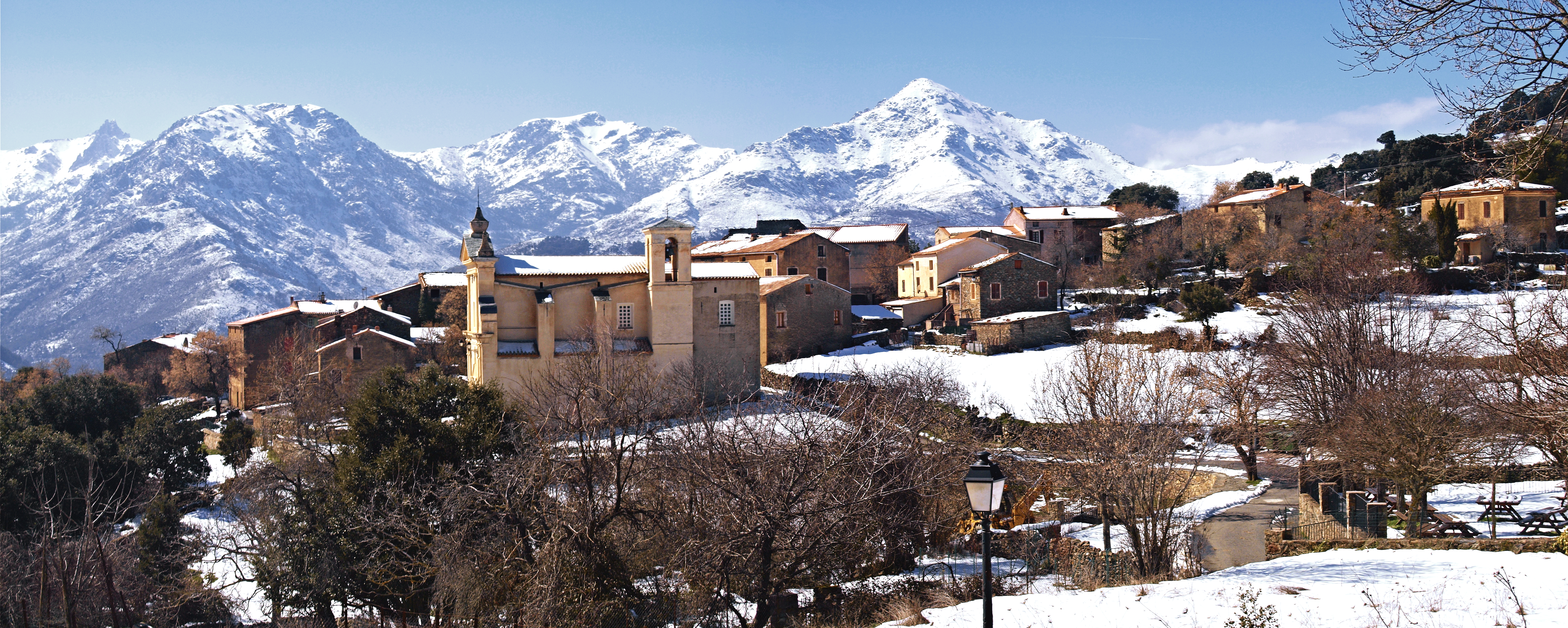
Vue de Vallica et de la chaîne de hautes montagnes du Giussani.

Aujourd'hui appelée Giussani, l'ancienne pieve de Giussani représente la partie haute de la Balagne. Cette microrégion est une « cuvette » élevée, discrète, retirée du tourisme, dans laquelle on ne pénètre que par deux cols routiers : col de Bataille (1 099 m) et col de San Colombano (692 m). Tous ses villages sont orientés plein sud.

### Communes adhérentes
Le Caccia-Ghjunsani est composé des huit communes adhérentes ci-dessous :
- Asco (Ascu)
- Castifao (Castifau)
- Moltifao (Moltifau)
- Mausoléo (U Musuleu)
- Olmi-Cappella (Olmi e Cappella)
- Pioggiola (Pioggiula)
- Popolasca (Pulasca)
- Vallica (Vallica)

### Limites

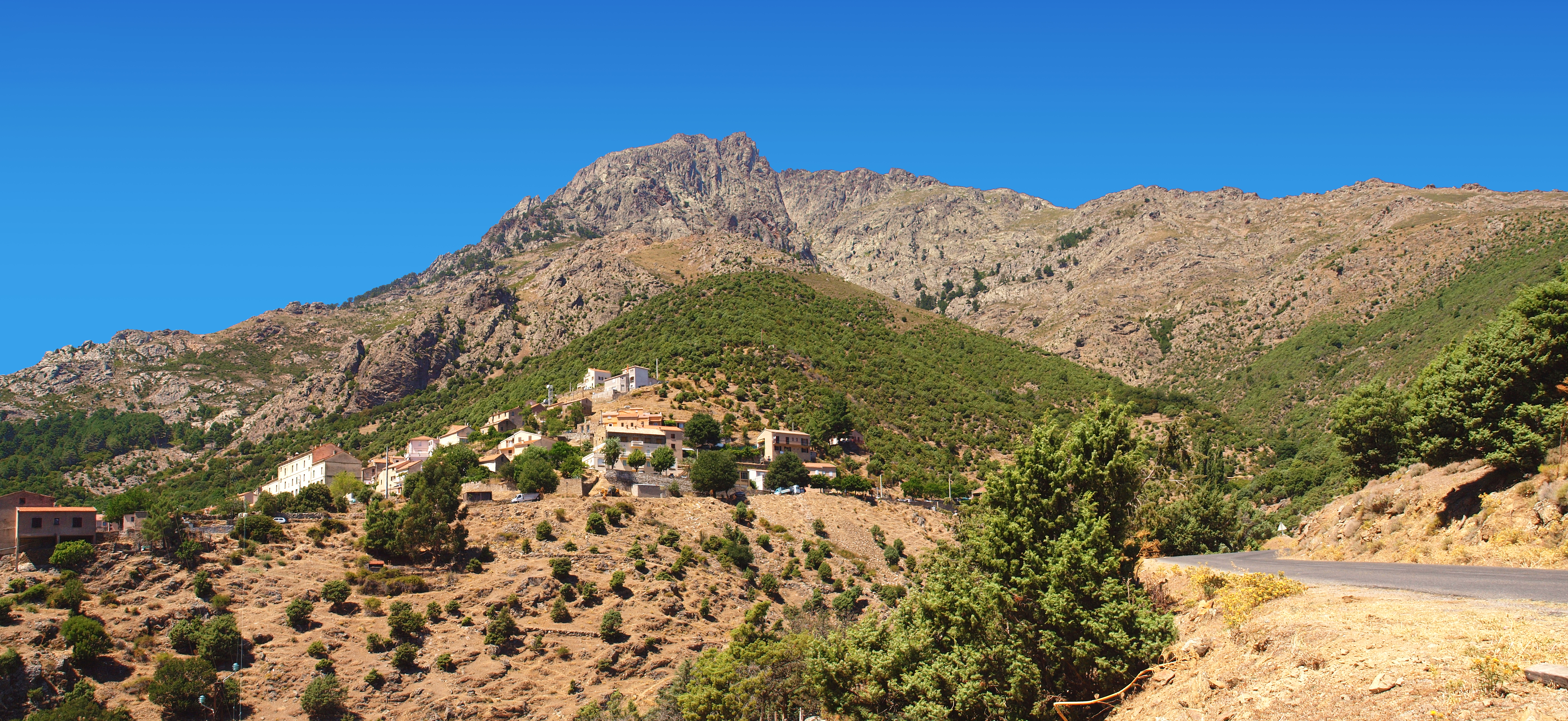
Vue d'Asco.

Le Caccia-Ghjunsani occupe la partie septentrionale du parc naturel régional de Corse. Seuls deux secteurs du PNRC lui sont attenants :
- au sud-ouest, le Filosorma ;
- au sud, le Niolo.

### Accès

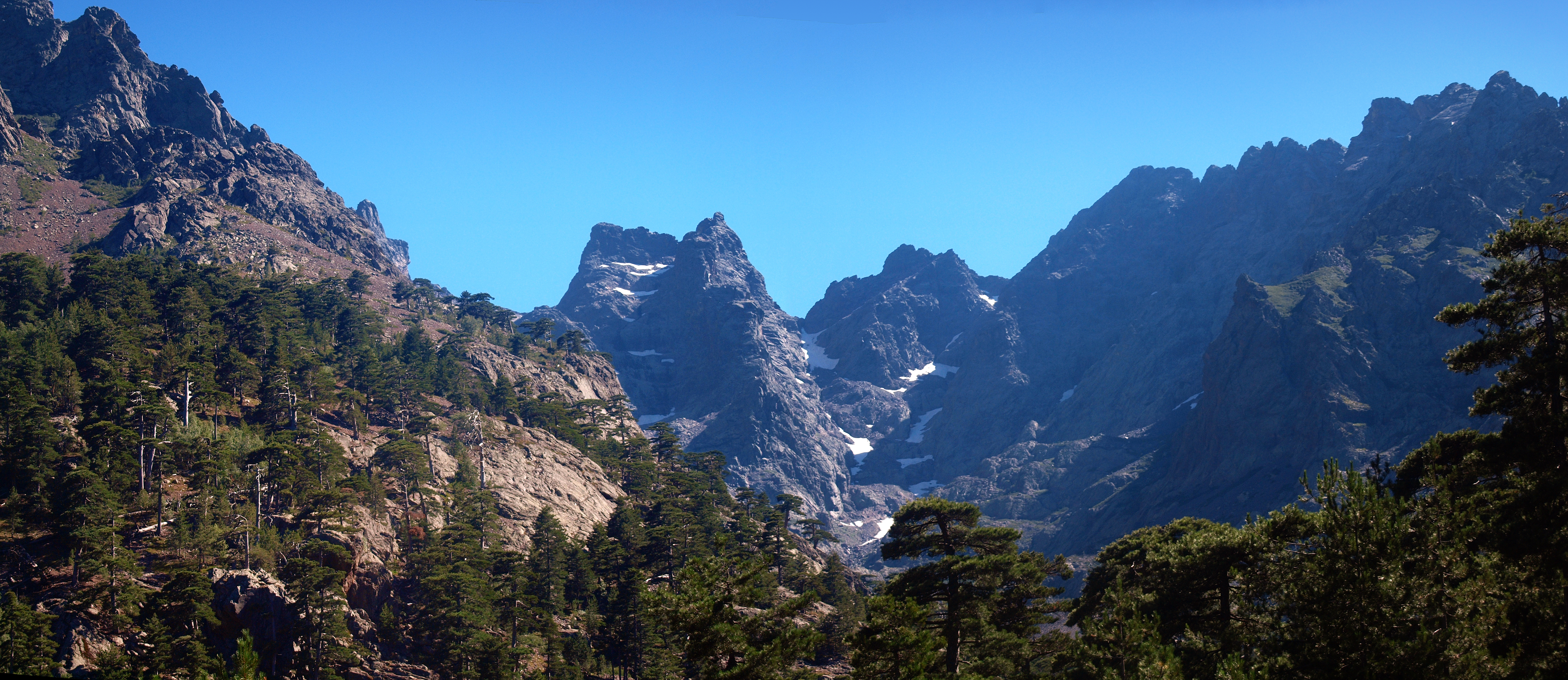
Le Haut-Asco.

#### Accès routiers
L'accès principal à Caccia-Ghjunssani est la RT 301, l'ancienne RN 197 (doublée depuis 1998 par le tracé de la nouvelle RN 197) qui passe par Belgodère pour rejoindre Ponte-Leccia. Sur cette voie existent les intersections avec les routes :
- D963 au lieu-dit « Toccone », situé à 1,2 km à l'ouest du col de San Colombano ;
- D247, à 6,4 km au nord de Ponte-Leccia (jonction RT 20 - RT 30) ;
- D47, au lieu-dit « Ponte-Rosso », à 2,2 km au nord de Ponte-Leccia (jonction RT 30 - RT 20).

Enfin, la D63 venant de Speloncato, permet de pénéter dans le Giussani par Bocca di a Battaglia, col à 1 099 m d'altitude, et de rejoindre Pioggiola, le premier village rencontré.

#### Accès ferroviaires
La ligne de Ponte-Leccia à Calvi des chemins de fer de Corse longe une partie de la RT 30 mais n'a pas un seul arrêt dans ce secteur.

## Histoire
Les deux principales pievi qui composent le secteur, Caccia et Giussani, sont des entités ayant pour point commun celui d'être des terres de grande tradition pastorale. Les vestiges de l'activité agro-pastorales sont encore bien visibles, avec d'innombrables terrasses de culture, aménagées parfois jusqu'aux crêtes de la microrégion, ainsi que les nombreux ponts génois sur les cours d'eau, construits sur le tracé des sentiers de transhumance des bergers niolins voisins.
Asco a été pendant longtemps isolé du reste de l'île. Ce n'est qu'en 1937 que fut construite une première route pour désenclaver Asco et la haute vallée. Quant au Giussani, malgré sa position géographique, séparé de la Balagne même par une chaîne de hautes montagnes, il a été habité depuis fort longtemps. Des pointes de flèches de l'âge de la pierre ont été trouvées à la surface du sol sur le monte Padro. Ces pointes sont créées avec la roche en place, du porphyre pétrosiliceux.
Le passé historique du site est riche. Romains, Maures, Génois puis Français y ont laissé de nombreuses traces : habitations, ponts, chemins muletiers pavés, fortifications, etc.
En avril 1755, au couvent de Caccia s'est déroulée une consulte majeure dans l'Histoire de la Corse du XVIIIe siècle : la Cunsulta de Caccia jette les bases de la Constitution de la future Corse indépendante.

## Préservation des espaces et des espèces
- Village des tortues. Depuis 1994 un centre de protection et de formation sur la tortue d'Hermann est ouvert à Moltifao. Il est géré par le PNRC.
- La Maison du Mouflon et de la Nature située dans la Haute vallée de l'Asco, est un écomusée destiné à faire connaître le patrimoine biologique et culturel de la vallée.